# Leadinfo
Leadinfo is een Nederlands softwarebedrijf dat zich richt op het identificeren van zakelijke websitebezoekers voor B2B-bedrijven. Het bedrijf heeft zijn hoofdkantoor in Capelle aan den IJssel. Naast het hoofdkantoor in Nederland heeft Leadinfo ook kantoren in België, Denemarken en Duitsland. Sinds 2022 maakt Leadinfo deel uit van de Europese techgroep team.blue.

## Geschiedenis
Leadinfo werd opgericht in 2017 door Han Kleppe, met als doel om zakelijke websitebezoekers inzichtelijk te maken voor sales- en marketingteams. Het bedrijf groeide snel in de Benelux en wist binnen enkele jaren voet aan de grond te krijgen in Duitsland, het Verenigd Koninkrijk, Scandinavië en andere Europese markten. Naast Europa is Leadinfo ook actief in de Verenigde Staten.
In juli 2022 werd Leadinfo overgenomen door team.blue, een Europese aanbieder van online diensten zoals hosting, e-commerce en cloudoplossingen. Met de overname werd beoogd om de internationale groei van Leadinfo te versnellen en het product verder te integreren binnen het bredere aanbod van team.blue.

## Producten en diensten
Leadinfo levert een SaaS-platform waarmee bedrijven kunnen zien welke organisaties hun website bezoeken. Het systeem maakt gebruik van IP-herkenning en een eigen database om bedrijfsinformatie te koppelen aan websitebezoek.
Tot de belangrijkste functionaliteiten behoren:
- Realtime leadherkenning van bedrijven uit 195 landen wereldwijd
- Inzichten in bezochte pagina's, bedrijfsinformatie en contactinformatie.
- CRM-integraties (o.a. met HubSpot, Salesforce en Pipedrive)
- E-mail- en LinkedIn-automatisering voor opvolging van leads via de add-on Autopilot
- Interactieve chatbot functionaliteit via de add-on Leadbot.

Het platform wordt gebruikt door bedrijven in uiteenlopende sectoren, waaronder IT, zakelijke dienstverlening, productie, bouw en HR.